# Iván Nechui-Levitski
Iván Semenovich Nechui-Levitski (en ucraniano: Іван Семенович Нечуй-Левицький; Stebliv, 25 de noviembre de 1838 - Kiev, 2 de abril de 1918) fue un conocido escritor, traductor y ensayista ucraniano.

## Biografía
Iván Nechui-Levitski nació el 25 de noviembre de 1838 en el seno de la familia de un cura campesino en Stebliv (óblast de Cherkasy), en Ucrania central. 
Su padre organizó una escuela para niños de granja con sus propios fondos y allí enseñó a su hijo a leer y escribir. A los siete años ingresó al colegio religioso donde enseñaba su tío. Allí aprendió latín, griego y eslavo eclesiástico, aprendiéndolos con éxito. A la edad de 14 años ingresó en el Seminario Espiritual de Kiev, donde se graduó en 1859. Durante su enseñanza, admiró las obras de Tarás Shevchenko, Aleksandr Pushkin y Nikolái Gógol. En 1861 inició sus estudios en la Academia de Espiritualidades de Kiev. Estaba muy insatisfecho con el nivel de enseñanza y comenzó a estudiar por su cuenta: aprendió francés y alemán, leyó clásicos rusos y ucranianos, obras de escritores europeos como Dante, Cervantes y Lesage y se interesó por las obras de los filósofos progresistas de su tiempo. 
Tras graduarse, enseñó lengua rusa, historia y geografía en el Seminario Teológico de Poltava (1865-1866) y, más tarde, en diferentes gimnasios de Kalisz, Siedlce (1867-1872) y Chisináu (1873-1874).Allí dirigió un círculo de profesores progresistas que discutían problemas nacionales y sociales durante reuniones secretas. Al mismo tiempo, difundió la literatura ucraniana en Chisináu y quedó bajo la vigilancia de la gendarmería imperial. En 1885 se jubiló y regresó a Kiev, donde inició su labor literaria.
Comenzó a escribir en 1865. Sus obras aparecieron en Kiev y Galitzia editoriales y publicaciones periódicas como las revistas Rada, Pravda, Dilo y Zoria. Su bibliografía incluye novelas de historia social y popular, dramas, comedias y cuentos de hadas. Entre sus obras más famosas se encuentran la novela La familia de Kaidash (1878) y la comedia En Kozhumyaky (1875), que más tarde se convirtió en la obra teatral Persiguiendo dos liebres, de Mijailo Staritski. En 1961, la obra fue adaptada al cine en forma de comedia popular con el mismo nombre.
Durante los difíciles años de la Primera Guerra Mundial y la revolución rusa, el escritor se vio obligado a vivir en la pobreza y luchar por sobrevivir. No recibió honorarios literarios, vivió en una casa fría y a menudo padeció hambre. Iván Nechui-Levitski vivía solo: no tenía familia y sus seguidores le dieron la espalda. Finalmente enfermó y fue enviado a un asilo, donde murió el 2 de abril de 1918. Fue enterrado en el cementerio de Baikovede Kiev.

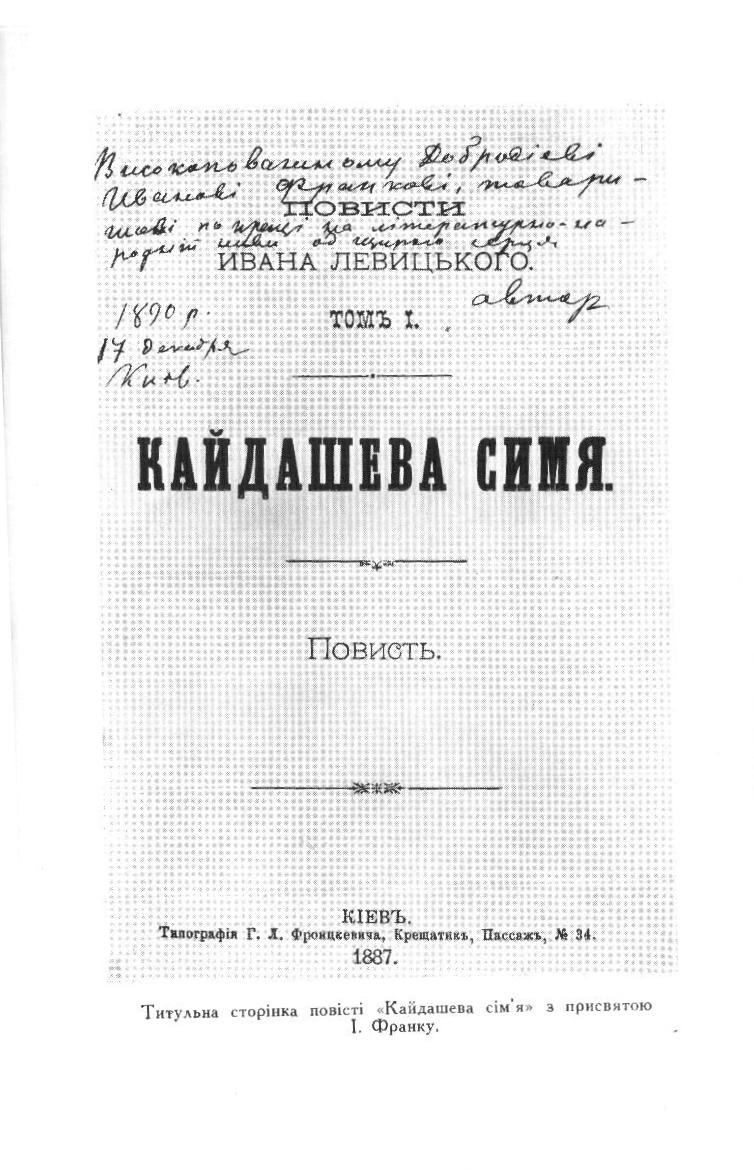
Novelas de Iván Levytsky. Volumen 1. La familia de Kaidash. - Kiev, 1887

## Legado e influencia
En el liceo fue muy valorado como educador, lo que ocasionó que fuera galardonado con la Orden de San Estanislao de segundo grado y la Orden de Santa Ana, también de segundo grado.
A lo largo de la historia, ha habido dos adaptaciones de la novela La familia de Kaidash:
- La familia de Kaidash (1993-1996): miniserie de 2 episodios dirigida por Volodímir Jorodko para el Consorcio Kozak.
- Atrapar el Kaidash (2020): una serie de televisión de 12 episodios basada en la novela familiar de Kaidash, adaptada por Natalia Vorozhbit y producida por STB channel.

El museo literario del escritor se inauguró en Stebliv en 1960. El 6 de noviembre de 2018, el Banco Nacional de Ucrania emitió una moneda de plata de 2 grivnia para conmemorar el centenario de su muerte.